# Сошников, Александр Николаевич
Со́шников Алекса́ндр Никола́евич (21 января 1925, д. Колпиново, Мосальский район, Калужская область, — 27 мая 1999, Москва) — советский военачальник, генерал-полковник авиации (6 мая 1989), общественный деятель, военный советник Президента СССР (с 1990 по 1991), с 1992 г — в отставке.

## Биография
Родился 21 января 1925 года в деревне Колпиново, Мосальского района, Калужской области. 
Участник Великой Отечественной Войны. В самом начале войны вступил в один из истребительных батальонов, созданных в Мосальском районе для обороны от войск захватчиков. В октябре 1941 года по решению Мосальского РК ВЛКСМ был направлен в местный партизанский отряд в качестве радиста. После освобождения территории области от немецко-фашистских захватчиков в январе 1943 года был призван в ряды Советской Армии. В ходе и по итогам Великой Отечественной Войны удостоился ряда боевых наград: Медаль "За оборону Москвы" (1944), Медаль "За взятие Кенигсберга" (1945), Медаль "За победу над Германией в Великой Отечественной войне 1941-1945 гг." (1945), Орден Отечественной войны II степени (1945).
Дальнейшую жизнь связал с Вооруженными Силами. Окончил Смоленское венное училище и Военно-воздушный факультет Военно-политической Академии им. В.И. Ленина. После окончания Академии служил на командных должностях в войсках ПВО страны. С 1972 по 1978 гг. занимал должность первого заместителя начальника политического управления Московского округа ПВО. С 1979 года работал в центральных административных органах на различных должностях. В 1990 году был назначен в аппарат Президента СССР. С большой и плодотворной работой А.Н Сошникова связано развитие Вооруженных Сил, укрепление их руководящего кадрового состава. Он неоднократно решал сложные военно-политические задачи исходя из интересов укрепления российской государственности, проявляя личные незаурядные организаторские способности, за что удостоен высших государственных наград. В 1992 году вышел в отставку.
Умер 27 мая 1999 года в Москве. Похоронен на Троекуровском кладбище.